# Martin Muser

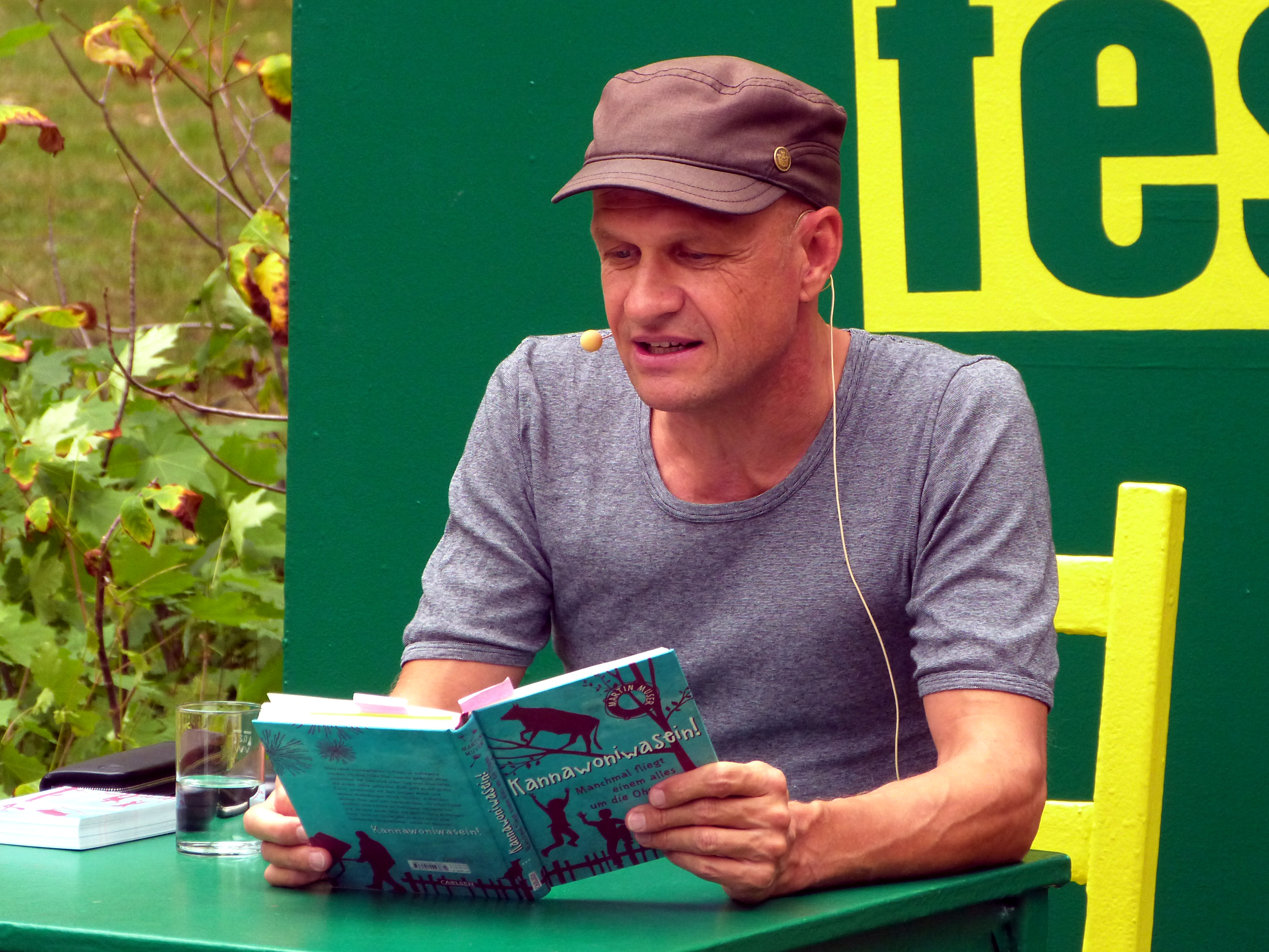
Martin Muser 2019

Martin Muser (* 1965 in Stuttgart) ist ein deutscher Schriftsteller, Drehbuchautor, Dramaturg und Dozent.

## Leben
Muser wurde 1965 im Stuttgarter Marienhospital geboren. Nach dem Absolvieren des Gymnasiums und des Zivildienstes studierte er an der Hochschule der Künste in Berlin. Bereits während seines Studiums war er als Journalist tätig. Seinen ersten Roman veröffentlichte Muser 1997 im Hamburger Argument Verlag. Zu Beginn der 2000er Jahre begann er außerdem, Drehbücher für Filme und Fernsehserien zu verfassen.
Im Jahr 2018 veröffentlichte er mit dem Titel Kannawoniwasein! Manchmal muss man einfach verduften sein erstes Kinderbuch. Das Buch kam auf die Empfehlungsliste des Oldenburger Kinder- und Jugendbuchpreises und wurde im August 2018 mit dem Luchs des Monats ausgezeichnet. Das ebenfalls 2018 erschienene Hörbuch von Kannawoniwasein! wurde von Stefan Kaminski eingesprochen. Es wurde mit dem Hörbuchpreis der Stadt Wiesbaden für das beste Kinder- und Jugendhörbuch 2018 und mit dem Deutschen Hörbuchpreis 2019 in der Kategorie „Bestes Kinderhörbuch“ ausgezeichnet. 2019 erschien die Fortsetzung Kannawoniwasein! Manchmal fliegt einem alles um die Ohren. Das dazugehörende Hörbuch wurde wieder von Stefan Kaminski eingesprochen und kam im Oktober 2019 auf Platz 2 der Hörbuchbestenliste des hr2. 2020 erschien der dritte Band Kannawoniwasein! Manchmal kriegt man einfach die Krise und das gleichnamige Hörbuch dazu. Eingesprochen von Stefan Kaminski kam es im August 2020 auf Platz 1 der Hörbuchbestenliste des hr2. 2023 erschien Musers Jugendbuchdebüt WEIL., das mit dem Luchs des Jahres 2023 ausgezeichnet wurde.
2020 wurde Martin Muser von der IG Leseförderung des Börsenvereins des deutschen Buchhandels zum Lesekünstler des Jahres gekürt. Sein Erstlesebuch Die Feuerwehr kommt nackig her wurde 2024 mit dem Preis für Erstleseliteratur der Uni Siegen SPELL ausgezeichnet (zusammen mit der Illustratorin Sabine Kranz).
Muser lebt in Berlin und hat zwei Töchter.

## Werke

### Romane
- Granitfresse. Kriminalroman. Argument Verlag, Berlin/Hamburg 1997, ISBN 978-3-88619-923-5
- Das ohmsche Gesetz. Argument-Verlag, Hamburg 2001, ISBN 978-3-88619-963-1
- Kannawoniwasein! Manchmal muss man einfach verduften. Carlsen Verlag, Hamburg 2018, ISBN 978-3-551-55375-1
- Ein Fall für das Tandem – Das rote Känguru. Carlsen Verlag, Hamburg 2019, ISBN 978-3-551-31812-1
- Kannawoniwasein! Manchmal fliegt einem alles um die Ohren. Carlsen Verlag, Hamburg 2019, ISBN 978-3-551-55387-4
- Kannawoniwasein! Manchmal kriegt man einfach die Krise. Carlsen Verlag, Hamburg 2020, ISBN 978-3-551-55395-9
- Ein Fall für das Tandem – Der schwarze Rasputin. Carlsen Verlag, Hamburg 2021, ISBN 978-3-551-31954-8
- Nuschki. Carlsen Verlag, Hamburg 2021, ISBN 978-3-551-55517-5[15]
- WEIL. Carlsen Verlag, Hamburg 2023, ISBN 978-3-551-58493-9
- Die Feuerwehr kommt nackig her. Carlsen Verlag, Hamburg 2023, ISBN 978-3-551-69066-1
- Die Schurkenschnapp-AG. dtv, München 2024, ISBN 978-3-423-76517-6
- Das ist nicht lustig! Carlsen Verlag, Hamburg 2024, ISBN 978-3-551-55845-9
- Die Schurkenschnapp-AG räumt ab. dtv, München 2025, ISBN 978-3-423-76592-3

### Kino- und Fernsehfilme

#### Dramaturgie
- 2009: Hinter Kaifeck (Kinofilm)

#### Drehbücher
- 2006: Schüleraustausch – Die Französinnen kommen (Fernsehfilm)
- 2009: Räuberinnen (Kinofilm)

##### Fernsehserien
- 2023–2025: WaPo Elbe (7 Episoden)[16]
- 2020–2025: Tiere bis unters Dach (6 Episoden)[17]
- 2017–2025: SOKO Donau (11 Episoden)[18]
- 2006–2015: Küstenwache (44 Episoden)
- 2009: SOKO München (1 Episode)
- 2011: Unter Verdacht (1 Episode)
- 2013–2014: Kripo Holstein – Mord und Meer (6 Episoden)
- 2015–2018: Der Alte (3 Episoden)
- 2016: In aller Freundschaft – Die jungen Ärzte (2 Episoden)
- 2017–2024: SOKO Donau (11 Episoden)[19]
- 2017: Heldt (1 Episode)
- 2018: SOKO Wismar (2 Episoden)
- 2018: Die Spezialisten – Im Namen der Opfer (1 Episode)